# Estratagema

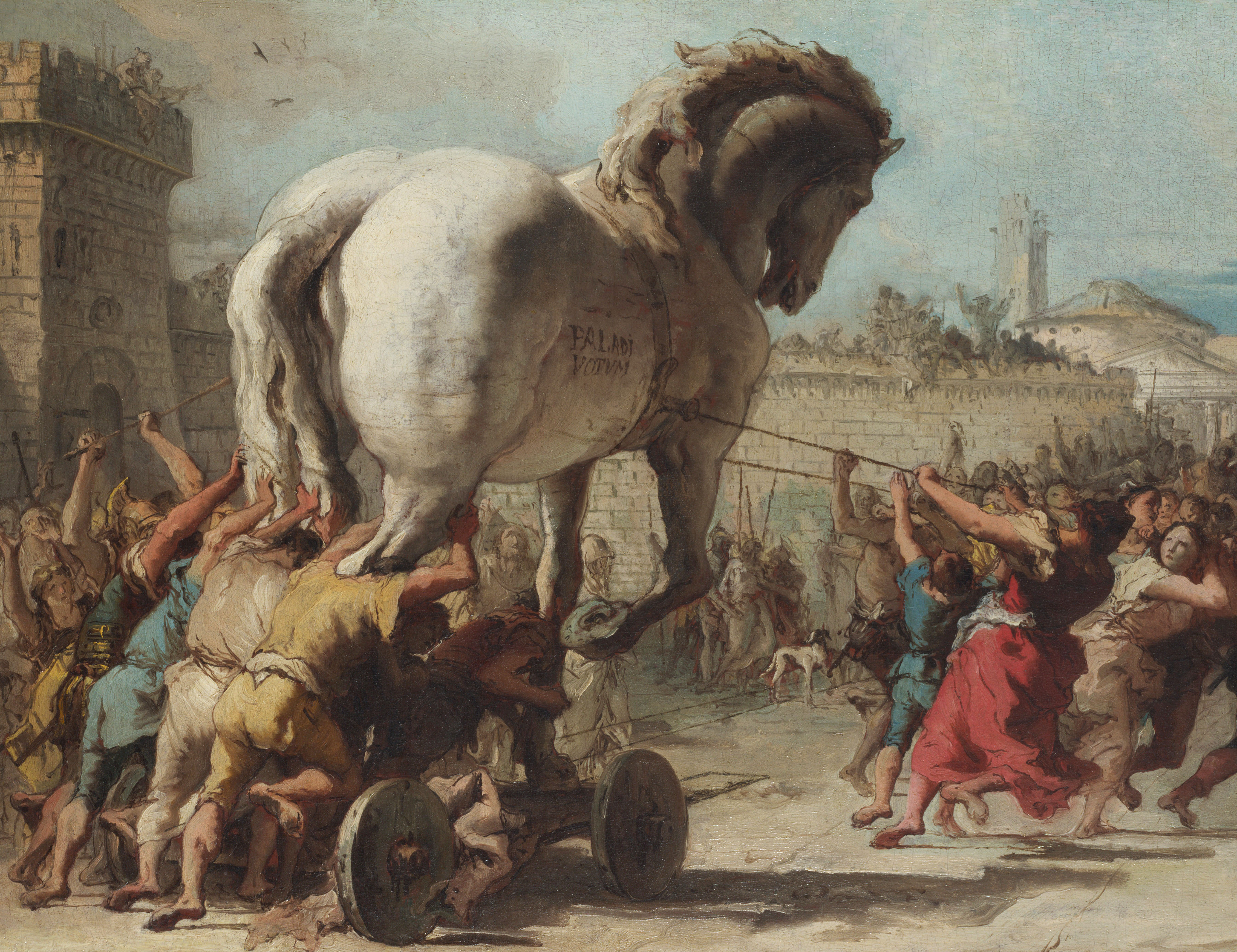
El caballo de Troya representa una de las estratagemas bélicas más antiguas de la historia.

Estratagema (de griego antiguo stratégema, derivado de stratós, ‘ejército’). Ardid de guerra, engaño hecho con astucia y destreza, para conseguir ventaja sobre el enemigo. Fuera del ámbito militar, significa también astucia, fingimiento y engaño artificioso. 
El término militar connota que este ardid conduce al enemigo a una situación desventajosa, o se mejora la propia.
No existe una reglamentación sobre las estratagemas. Su aplicación depende del momento, de los conocimientos y del ingenio del que las pone en práctica. Sus limitaciones, dependiendo de la época las imponen las leyes de las guerras que proscriben las acciones contrarias al derecho de guerra.

## Categoría
- Datos: Q673063